# Орлов (диамант)
Вижте пояснителната страница за други значения на Орлов.
„Орлов“ е зеленикаво-синкав на цвят диамант, който тежи в обработен вид 194,8 карата (или почти 40 грама) и украсява Имперския скиптър на Русия.
Формата на обработката на брилянта е подобна на неправилна роза. Елмазът, послужил за основа на Диаманта Орлов, е открит в Индия в началото на 16 или 17 век.
Легендата разказва, че трима братя царе тръгнали да обиколят своите владения, но били застигнати от силен дъжд и се укрили в една пещера. Там видели огромен елмаз, проблесващ с мека светлина. И тъй като не могли да решат на кого да бъде красивият камък, тримата братя се отдали на молитва. Тя била чута от бог Шива и върху елмаза се стоварила мълния, която го разделила на три части, всяка от които била по-тежка от 700 карата. Братята нарекли своите части „Дерианур“ (т.е. Море от светлина), „Кохинор“ (т.е. Планина от светлина) и „Хиндинур“ (т.е. Светлината на Индия).
Когато в страната настъпили гладни години, най-възрастният брат продал „Хиндинур“ на персийския шах и построил с получените пари храм с огромна статуя на Шива. Бедствията обаче продължавали и тогава другите двама братя поставили елмазите „Кохинор“ и „Дерианур“ като очи в статуята на Шива, за да види той колко страда народът му. Богът съзрял нещастията и ги прекратил. По-късно тези два камъка попаднали в двора на персийския шах Надир като военни трофеи. През 1747 година Надир бил убит, започнала гражданска война и скъпоценните камъни изчезнали, за да се появят по-късно в Англия – Кохинор, а в Русия – Дерианур.
Смята се, че в Русия е пренесен от придворния ювелир Лазарев, като една от теориите е, че той е платил на някакъв кавказец да го забие в крака си и така да премине през Индия, планината Кавказ и да стигне до Санкт Петербург. През 1773 г. елмазът е купен от граф Григорий Орлов и е поднесен като подарък за именния ден на императрица Екатерина II, чийто фаворит е бил благородникът.
Съществува хипотеза, че с този дар граф Орлов е искал да закрепи разклатеното си положение на любовник на императрицата, на която помогнал да се възкачи на престола. Виждайки елмаза, придворна дама възкликва: „Не, господа, Орлов е великолепен!“ и така елмазът получ названието „Орлов“. Според друга версия граф Орлов е купил елмаза „Дерианур“ в Амстердам, като платил за него 400 хиляди рубли. Екатерина II заповядва елмазът да бъде поставен като украса на златния държавен скиптър.
Днес диамантът Орлов е сред 7-те чудеса на Елмазния фонд на Русия. В началото на 1770 година е изработен скиптър на руските императори – златен, с изчистени форми, състоящ се от 3 части, разделени от двойка брилянти. Завършва с украсена с черен емайл и брилянти корона с двуглав орел, която може да се развива и замества при коронациите в Полша с едноглав орел. Малко под върха блести диамантът Орлов.